# Krenofil
Krenofil – gatunek źródłolubny, preferujący źródliska jako siedlisko życia, ale mogący żyć także w innych miejscach, np. w strumieniach, zbiornikach okresowych, itd. Przykładowe krenofile: Potamophylax nigricornis, Plectrocnemia conspersa, Chaetopteryx villosa.